# Umorismo britannico

I Monty Python, tra i maggiori esponenti del British humour.

L'umorismo britannico (in inglese British humour) è quello che, facendo un marcato uso di satira, un sarcasmo appena percettibile, ironia, giochi di parole e allusioni e un approccio impassibile, si focalizza principalmente sui temi dell'assurdità della vita quotidiana e il sistema di classe britannico. L'umorismo britannico caratterizza la cultura Oltremanica da molti anni e si presenta, seppur con lievi differenze, tra un'area geografica e l'altra del Regno Unito. Tra i più noti nomi della comicità britannica vi sono i Monty Python, Vic Reeves e Bob Mortimer.